# アトム (作業用手袋製造)
アトム株式会社（英: Atom Corporation）は、広島県竹原市忠海東町に本社を置く手袋・ゴム靴製造メーカー。

## 歴史
1924年（大正13年）4月、平 友四郎により広島県呉市において縫製業者として創業。1942年（昭和17年）4月、「呉布帛工業有限会社」を設立、法人化した。1947年（昭和22年）4月、現在地である竹原市に移転し紡績業へと転換。1949年（昭和24年）9月、「忠海紡績株式会社」に改組。1970年（昭和45年）1月、現社名へと変更した。社名は広島市への原子爆弾投下を目の当たりにした経験から、平和のための原子力の活用を願って命名したものである。
創業者は備後絣の織元をしていた家に生まれ、大日本帝国海軍在籍中に起業。戦後、紡績業に転換しナイロンの靴下や軍手の製造を開始した。顧客の要望をもとに、靴下や軍手にゴムを貼った製品を開発。改良を重ねるにつれ農業・漁業・工場・土木・建築といった作業現場で広く用いられるようになり、同社のゴム張り手袋は日本国内市場を席巻した。
1975年（昭和50年）、三原市に直営店を開設。1980年（昭和55年）に「株式会社アトムワークス」として創立し、広島県内において「アトム」4店舗を運営している。

## 製品

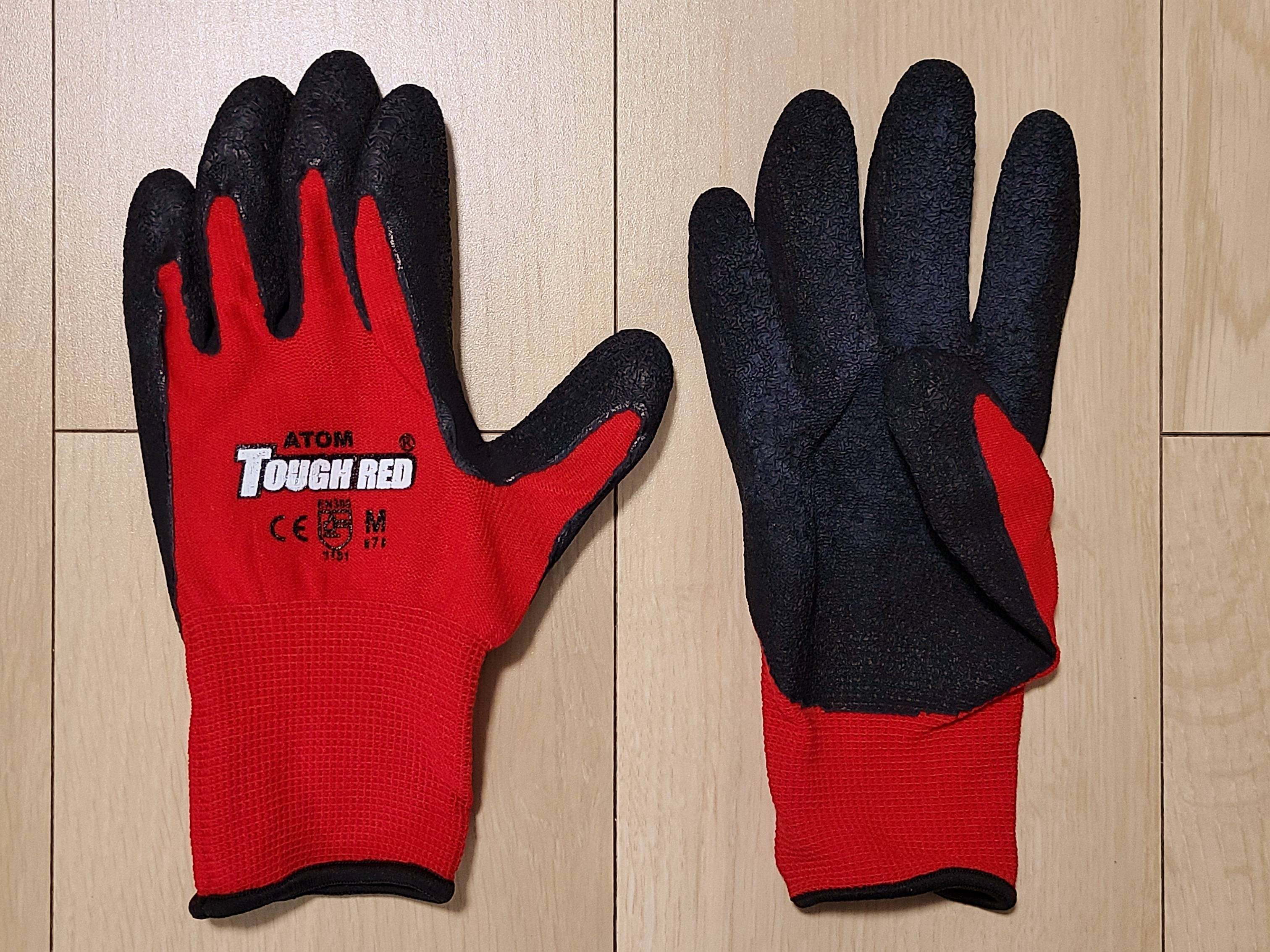
天然ゴム背抜きコーティング手袋「タフレッド」

公式ウェブサイトによる。
- ゴム張り手袋
- 防振手袋
- 天然ゴム手袋
- 耐油手袋
- ウレタン手袋
- ディスポーザブル手袋
- すべり止め手袋
- 長靴
- 履物
- 耐切創手袋ハイパーグリップス
- 作業用帽子
- 腕カバー

## 事業所・グループ会社
特記なき場合、公式ウェブサイトによる。
- 本社・本社営業課：広島県竹原市忠海東町4丁目2番1号
- 東京営業課・営業企画課：東京都文京区湯島3丁目31番1号 中川ビル503号
- 生産拠点
  - 忠海工場：広島県竹原市忠海東町4丁目2番1号
  - 本郷工場：広島県三原市本郷町上北方4084
- 日本国外拠点
  - THAI ATOM GLOVES Co., LTD.：タイ王国
- グループ会社
  - 株式会社アトムワークス（広島県三原市本郷町上北方4084番地、法人番号：1240001039905[7]）